# Vallecillo (kommun i Mexiko)
Vallecillo är en kommun i Mexiko.   Den ligger i delstaten Nuevo León, i den centrala delen av landet, 800 km norr om huvudstaden Mexico City.